# Mauro Poy
Mauro Poy (n. el 2 de julio de 1981, Rosario, Santa Fe, Argentina) es un futbolista argentino que juega como delantero. Actualmente se encuentra libre.
Es hijo del exfutbolista de Rosario Central, Aldo Pedro Poy.

## Biografía
Se inició futbolísticamente en Rosario Central y debutó en primera división el 6 de marzo de 2002 en la derrota ante Racing por el Torneo Clausura 2002. En el 2004 pasó a Club Atlético Racing, donde jugó la temporada 2004-2005 de la Primera B Nacional. Luego pasó a Club Deportivo Godoy Cruz Antonio Tomba donde fue campeón del Apertura 2005 y logró el posterior ascenso a la primera división del fútbol argentino en 2006. Después de una buena temporada en Godoy Cruz y a pesar del descenso a la segunda categoría, Mauro Poy fue transferido a Skoda Xanthi FC de Grecia en donde se desempeñó hasta mediados del 2012. En agosto de 2012 firmó contrato con el Levadiakos FC de Grecia y tras una buena temporada se incorpora al club Panetolikos FC de Grecia en julio de 2013. En 2014 pasa al club Aris Salónica.

## Clubes
| Club                      | País      | Año         |
| ------------------------- | --------- | ----------- |
| Rosario Central           | Argentina | 2001 - 2004 |
| Racing de Córdoba         | Argentina | 2004 - 2005 |
| Godoy Cruz                | Argentina | 2005 - 2007 |
| Skoda Xanthi              | Grecia    | 2007 - 2012 |
| Levadiakos                | Grecia    | 2012 - 2013 |
| Panetolikos               | Grecia    | 2013 - 2014 |
| Aris Salónica Fútbol Club | Grecia    | 2014 - 2016 |
| Ergotelis de Creta        | Grecia    | 2016        |

## Estadísticas
- Actualizado al 21 de abril de 2013

| Temporada             | Equipo                | Campeonato            | Campeonato | Campeonato | Copas nacionales | Copas nacionales | Copas nacionales | Copas internacionales | Copas internacionales | Copas internacionales | Total    | Total |
| Temporada             | Equipo                | Torneo                | Partidos   | Goles      | Torneo           | Partidos         | Goles            | Torneo                | Partidos              | Goles                 | Partidos | Goles |
| --------------------- | --------------------- | --------------------- | ---------- | ---------- | ---------------- | ---------------- | ---------------- | --------------------- | --------------------- | --------------------- | -------- | ----- |
| 2001-02               | Rosario Central       | Cl                    | 2          | 0          | -                | -                | -                | -                     | -                     | -                     | 2        | 0     |
| 2002-03               | Rosario Central       | -                     | -          | -          | -                | -                | -                | -                     | -                     | -                     | -        | -     |
| 2003-04               | Rosario Central       | Ap                    | 2          | 0          | -                | -                | -                | CS                    | 1                     | 0                     | 3        | 0     |
| Total Rosario Central | Total Rosario Central | Total Rosario Central | 4          | 0          |                  | -                | -                |                       | 1                     | 0                     | 5        | 0     |
| 2004-05               | Racing de Córdoba     | NB+P                  | 39         | 6          | -                | -                | -                | -                     | -                     | -                     | 39       | 6     |
| 2005-06               | Godoy Cruz            | NB                    | 37         | 8          | -                | -                | -                | -                     | -                     | -                     | 37       | 8     |
| 2006-07               | Godoy Cruz            | Ap+Cl+P               | 38         | 3          | -                | -                | -                | -                     | -                     | -                     | 38       | 3     |
| Total Godoy Cruz      | Total Godoy Cruz      | Total Godoy Cruz      | 75         | 11         |                  | -                | -                |                       | -                     | -                     | 75       | 11    |
| 2007-08               | Skoda Xanthi          | SL                    | 17         | 4          | CG               | ?                | ?                | -                     | -                     | -                     | 17+      | +4    |
| 2008-09               | Skoda Xanthi          | SL                    | 23         | 3          | CG               | 3                | 1                | -                     | -                     | -                     | 26       | 4     |
| 2009-10               | Skoda Xanthi          | SL                    | 28         | 5          | CG               | 1                | 0                | -                     | -                     | -                     | 29       | 5     |
| 2010-11               | Skoda Xanthi          | SL                    | 26         | 4          | -                | -                | -                | -                     | -                     | -                     | 26       | 4     |
| 2011-12               | Skoda Xanthi          | SL                    | 29         | 1          | CG               | 2                | 0                | -                     | -                     | -                     | 31       | 1     |
| Total Skoda Xanthi    | Total Skoda Xanthi    | Total Skoda Xanthi    | 123        | 17         |                  | 6                | 1                |                       | -                     | -                     | 129+     | 18+   |
| 2012-13               | Levadiakos            | SL                    | 29         | 0          | CG               | 5                | 1                | -                     | -                     | -                     | 34       | 1     |
| Total en su carrera   | Total en su carrera   | Total en su carrera   | 270        | 36         |                  | 11+              | 2+               |                       | 1                     | 0                     | 282+     | 39+   |

## Palmarés

### Campeonatos nacionales
| Título             | Club       | País      | Año     |
| ------------------ | ---------- | --------- | ------- |
| Primera B Nacional | Godoy Cruz | Argentina | 2005-06 |